# 서병철
서병철(1975년 10월 3일 ~ )은 대한민국의 배우이다.

## 학력
- 서울예술대학 연극과

## 출연작

### 영화
- 《우리 아버지》 (2020년, 단편)
- 《어린 의뢰인》 (2019년) - 매립지 인부 역
- 《남한산성》 (2017년) - 초관참수무관 역
- 《더 폰》 (2015년) - 서초경찰서형사 역
- 《강남 1970》 (2015년) - 나이트클럽 형사 1 역
- 《집으로 가는 길》 (2013년) - 취조 형사 역
- 《영건 탐정사무소》 (2012년) - 킬러 역
- 《에일리언 비키니》 (2011년) - 요원 서 역
- 《울학교 이티》 (2008년) - 청코치 스탭 역
- 《마지막 늑대》 (2004년) - 마을 할아버지 3 역
- 《목포는 항구다》 (2004년) - 경력2반 형사 역

### 시트콤
- 《니가 깜짝 놀랄만한 얘기를 들려주마》 (채널A)
- 《막돼먹은 영애씨》 (tvN)

### 연극
- 《천사여, 고향을 보라》 (2016년) - 맥과이어 역

### 뮤지컬
- 《맛술사 2》 (2010년) - 박대표 역
- 《큰 길 가에서》 (2009년) - 메리끄 역